# Braunborsten-Gürteltier
Das Braunborsten-Gürteltier oder Braunhaar-Gürteltier (Chaetophractus villosus) ist der größte Vertreter der Borstengürteltiere und lebt hauptsächlich im südlichen Bereich von Südamerika, östlich der Anden. Es bevorzugt trockene und offene Landschaften und ernährt sich omnivor, wobei die Menge an pflanzlicher als auch tierischer Nahrung abhängig von den Jahreszeiten ist. Darüber hinaus erbeutet die Gürteltierart auch kleine Wirbeltiere. Die vom Braunborsten-Gürteltier angelegten unterirdischen Baue sind teilweise recht komplex. Der Bestand der Gürteltierart gilt als nicht gefährdet.

## Merkmale

### Habitus
Das Braunborsten-Gürteltier erreicht eine Kopf-Rumpf-Länge von 26 bis 34 cm, der Schwanz weist eine Länge zwischen 11 und 16 cm auf. Das Gewicht variiert von 1 bis 3,9 kg und liegt im Durchschnitt bei 2,4 kg; Tiere in Gefangenschaft können weitaus schwerer werden, da diese dazu neigen, Fett anzusetzen. Mit dem Gewicht stellt die Gürteltierart den größeren der beiden Vertreter aus der Gattung der Borstengürteltiere dar. Der Kopf des Tieres besitzt eine kurze und breite Form und ist durch den markanten Kopfschild charakterisiert. Dieser ist sehr groß und dreieckig geformt, besitzt seitlich ein deutlich gekrümmtes Profil und ragt fast bis zur Nasenspitze vor. Aufgebaut ist der Kopfschild aus kleinen knöchernen Plättchen, die aber eine eher unregelmäßige Form haben. Die Ohren stehen weit auseinander, sind trichterartig geformt und rund 2,4 cm lang. Der Körper ist typisch für Gürteltiere von einem Panzer bedeckt der bis zu den Beinansätzen reicht. Er besteht aus mehreren Reihen kleiner Knochenplättchen und wirkt insgesamt sehr flach, die Bereiche über dem Schulter- und dem Beckengürtel sind dabei fester ausgebildet. Dazwischen befinden sich 7 bis 8 bewegliche Bänder, die ebenfalls aus kleinen Knochenplättchen aufgebaut sind. Je Band beträgt die Anzahl an Osteodermen 36 bis 44. Als zusätzlicher Schutz treten am Nacken ähnliche Bänderungen auf, ebenso am kräftigen, an der Basis bis zu 8 cm breiten Schwanz. Die Oberflächen der Osteoderme sind ornamentiert. Die der festen Panzerbereiche tragen eine zentrale, gestreckte Musterung, die zwei Drittel der Plättchenlänge einnimmt und von einzelnen peripheren Buckeln umgeben ist. Getrennt werden die jeweiligen Ornamente durch tiefe Furchen. Die Oberflächengestaltung der Knochenplättchen der beweglichen Bänder ist ähnlich. Zusätzlich kommt hier noch eine Gelenkfläche vor, die das entsprechende Element mit dem des benachbarten Bandes verbindet. In den mittleren Knochenplättchen des Beckenpanzers sind zwei bis drei kleine Öffnungen für Drüsen eingelassen. Auf dem Rückenpanzer wachsen einzelne lange und dicke Haare, an den seitlichen Körperpartien, an den Beinen, auf dem Bauch und an den Wangen ist das Fell dichter. Die Färbung der Haare reicht von schwarz auf dem Rücken und an den Seiten zu helleren Farbtönen überwiegend am Bauch. Die Haut und der Panzer des Tieres sind dunkelbraun gefärbt mit etwas helleren Farbtönen an den Seiten. Die kurzen Gliedmaßen enden in jeweils fünf Strahlen, die krallenbewehrt sind. Dabei sind die Krallen seitlich abgeplattet und erreichen an den Vorderfüßen 1,5 bis 2,5 cm Länge. Der Hinterfuß wird etwa 4,9 cm lang.

### Skelettmerkmale

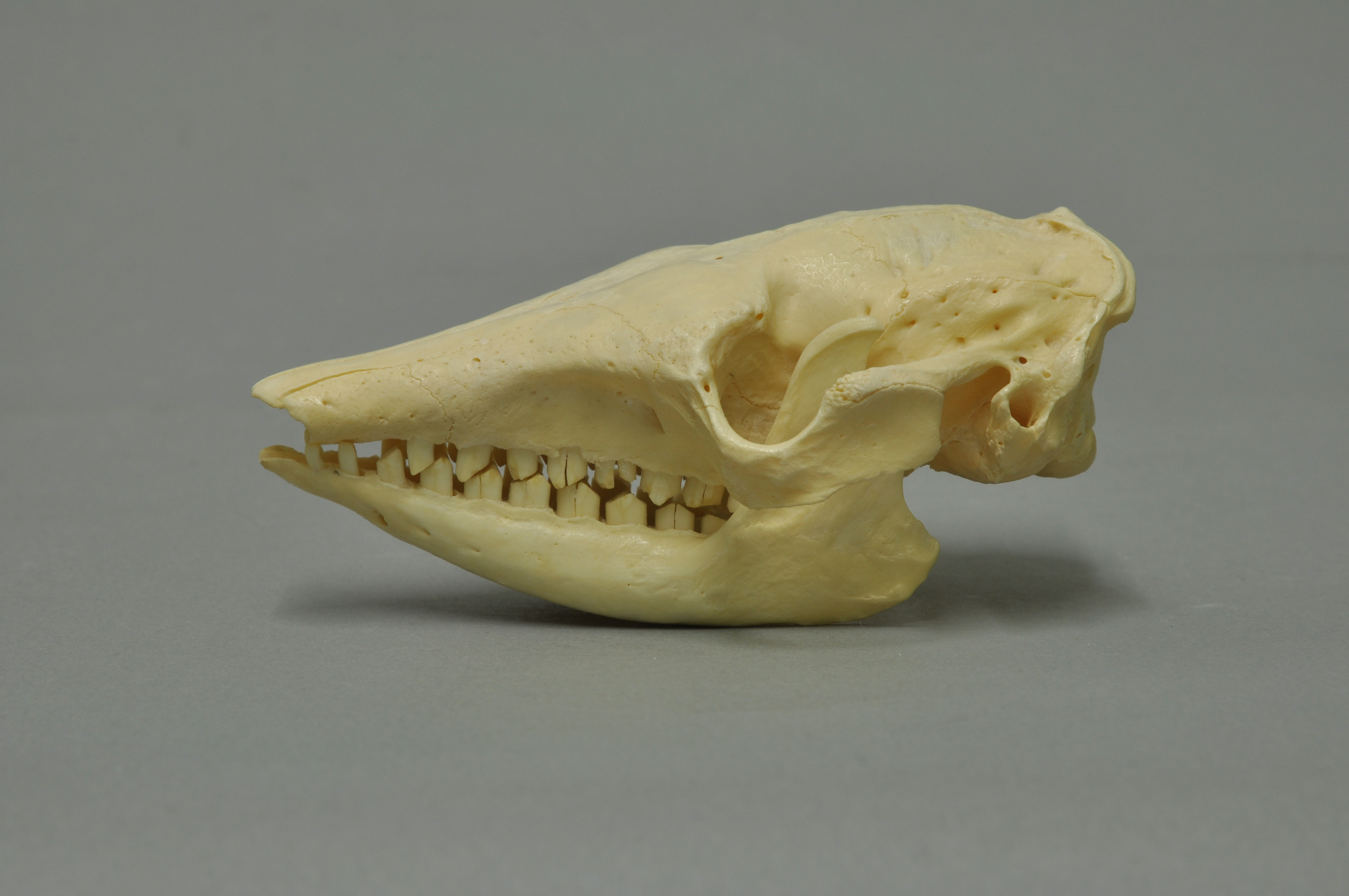
Schädel des Braunborsten-Gürteltiers (Sammlung Museum Wiesbaden)

Der Schädel ist 10 cm lang und an den Jochbeinen bis zu 11 cm breit. An der Schädelunterseite kommt eine vergrößerte Paukenblase vor. Der Unterkiefer weist einen generell recht schlanken Bau auf und erreicht bis zu 7,3 cm Länge und 0,51 bis 1,14 cm Höhe (gemessen am ersten und letzten Zahn). Bemerkenswert ist, dass Weibchen einen durchschnittlich größeren Unterkiefer als Männchen haben, einer der wenigen diagnostizierbaren Geschlechtsunterschiede beim Braunborsten-Gürteltier. Auch die Länge der Zahnreihen am Unterkiefer übertrifft bei Weibchen mit 4,6 cm jene der Männchen mit 4,2 cm. Die Zähne entsprechen dabei nicht denen der meisten Säugetiere. Sie sind allgemein molarartig geformt, wobei im Oberkiefer neun, im Unterkiefer zehn solcher Zähne je Kieferast vorkommen, insgesamt also 38. Die Höhe der Zähne liegt bei 0,5 cm. Wie bei den anderen Gürteltieren zeigt die Ulna markante Anpassungen an eine grabende Lebensweise: So ist der gesamte Knochen 6,4 cm lang, das obere Gelenkende (Olecranon) nimmt aber allein 2,6 cm ein. Das proportionale Verhältnis dieser beiden Längen ist aber etwas geringer als bei anderen Gürteltieren, etwa den Nacktschwanzgürteltieren.

### Sinnesleistungen und Lautäußerungen
Wie die meisten Gürteltiere hat das Braunborsten-Gürteltier einen nur gering entwickelten Sehsinn. Weibliche Tiere, die am Bau gestört werden, geben ein Knurren von sich, von Tieren aus Gefangenschaften ist auch ein Grunzen bekannt. Saugende Jungtiere machen sich durch ein katzenartiges Schnurren bemerkbar.

## Verbreitung und Lebensraum

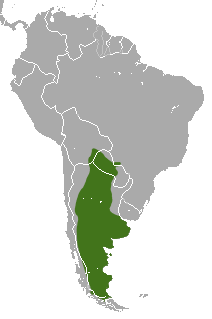
Verbreitungsgebiet

Der Lebensraum des Braunborsten-Gürteltiers umfasst das südliche Südamerika. Es kommt vom äußersten Westen Brasiliens über den Südosten Boliviens, den Westen und Nordwesten Paraguays bis nach Argentinien und das östliche Chile vor, das Hauptverbreitungsgebiet ist dabei Argentinien bis zur Südspitze des Kontinents. Die extrem westlichen Refugien in Chile erreichte die Gürteltierart relativ spät, erste Belege stammen aus dem 19. Jahrhundert. Frühe Funde wurden aus der Región del Bío-Bío im zentralen Landesteil registriert, aus den weit südlich gelegenen Gebieten nahe der Magellanstraße sind erste Beobachtungen in den 1970er Jahren bekundet. Das gesamte Verbreitungsgebiet umfasst 2,53 Millionen Quadratkilometer, die Populationsdichte ist aber unbekannt. In Uruguay ist das Braunborsten-Gürteltier trotz ähnlicher klimatischer Verhältnisse nicht heimisch, hier wirkte wohl die Wasserbarriere des Río de la Plata als Ausbreitungshindernis. Kleinere Populationen wurden auf der Großen Feuerland-Insel ab dem Jahr 1982 als Nahrungsressource für die Arbeiter auf den Erdöl-Förderstellen eingeführt, diese Gruppen vermehrten sich aber rasch und verteilten sich bis zum Jahr 2005 auf bereits über 480 km². Als Lebensraum dienen häufig offene, trockene bis halbwüstenartige Landschaften, so kommt es in den Trockenwäldern und Dorngebüschsavannen des Gran Chaco vor, ebenso wie in den Bergstrauchsteppen Patagoniens und in den Grasländern der Pampa. Gelegentlich wird die Gürteltierart auch in landwirtschaftlich kultivierten Regionen beobachtet. Weitgehend werden Tiefländer bewohnt, das Braunborsten-Gürteltier ist allerdings auch bis in 1500 m über der Meereshöhe nachgewiesen. Die Populationsdichte wurde bisher kaum untersucht, für Bolivien liegen Angaben von etwa 0,58 Tieren je Quadratkilometer vor, in Argentinien kann sie in einzelnen Bereichen bis zu 200 Individuen auf einer vergleichbar großen Fläche betragen. In Teilen des Verbreitungsgebietes lebt die Gürteltierart sympatrisch mit dem Kleinen Borstengürteltier (Chaetophractus vellerosus) und dem Sechsbinden-Gürteltier (Euphractus sexcinctus).

## Lebensweise

### Territorialverhalten
Das Braunborsten-Gürteltier ist sowohl tag- als auch nachtaktiv und meist ein Einzelgänger, es tritt aber auch paarweise auf. Es lebt teilweise unterirdisch in selbst gegrabenen Bauen, die gelegentlich auch in großer Nähe zu menschlichen Siedlungen angelegt werden. Diese haben einen windabgewandten Eingang von bis zu 20 cm Breite und 15 bis 20 cm Höhe und führen schräg in den Boden, verlaufen weiter im Untergrund aber eher horizontal. Es sind unterschiedliche Bautypen bekannt: In weichem, sandigem Boden sind die Baue relativ einfach und reichen rund 50 cm tief in den Untergrund, wobei sie bis zu 70 cm Länge aufweisen. Diese einfachen Höhlen dienen häufig der Nahrungsbeschaffung und dem Schutz vor Fressfeinden. Deutlich komplexere Baue finden sich in härteren, häufig kalkigem Untergrund und sind rund 1 m tief und bis zu 4,9 m lang. Diese bestehen teilweise aus mehreren, manchmal sternenförmig angelegten Gängen und Kammern. Die Kammern selbst sind 20 bis 30 cm lang und 50 cm hoch. Solche Baue nutzt das Braunborsten-Gürteltier als permanente Behausung oder zur Aufzucht von Jungen, wobei diese in Gebieten angelegt werden, die nicht von Überschwemmungen bedroht sind. Beide Bautypen verwendet die Gürteltierart auch zum Schlafen, was in Rücken- oder Seitenlage geschieht, wobei maximal sechs Stunden schlafend verbracht werden.

### Ernährung
Das Braunborsten-Gürteltier ist ein Omnivore. Untersuchungen an Magen-Darm-Inhalten ergaben zu über 60 % Früchte, vor allem der in der trockenen Chaco-Region heimischen Pflanzen wie Caesalpinien, Prosopis, Ziziphus und Sideroxylon, darüber hinaus aber auch von Kakteen wie etwa Quiabentia. Der restliche Anteil umfasst überwiegend Insekten, vor allem Termiten und Ameisen, zusätzlich auch Heuschrecken oder Käfer wie Lauf- und Rüsselkäfer. Die aufgenommene Menge an pflanzlicher und tierischer Nahrung schwankt dabei und ist wohl abhängig von den Jahreszeiten, so werden im Winter mehr Insekten verzehrt als im Sommer. Beobachtungen zufolge kann die Gürteltierart aber auch Aas zu sich nehmen und wird manchmal an Kadavern oder Abfällen beobachtet. Aktiv erbeutet sie auch kleinere Wirbeltiere wie Amphibien und Reptilien, eine gelegentlich postulierte Jagd auf Lämmer konnte bisher nicht bestätigt werden. In Gebieten mit dichterer menschlicher Besiedlung stöbert das Braunborsten-Gürteltier auch Eigelege von Hühnern auf, weiterhin auch jene des Nandus. Seine Nahrung sucht es  mit tief gesenktem Kopf dicht über dem Erdboden, teilweise schwingt der Kopf zur Seite. Der Geruchssinn spielt hierbei eine große Rolle, nach dem Aufspüren der Beute gräbt das Braunborsten-Gürteltier diese rapide mit den Vorderbeinen aus. Bekannt ist, dass die Gürteltierart längere Zeit ohne Wasser auskommt, was Voraussetzung für das Überleben in den trockenen Gebieten ist.

### Fortpflanzung

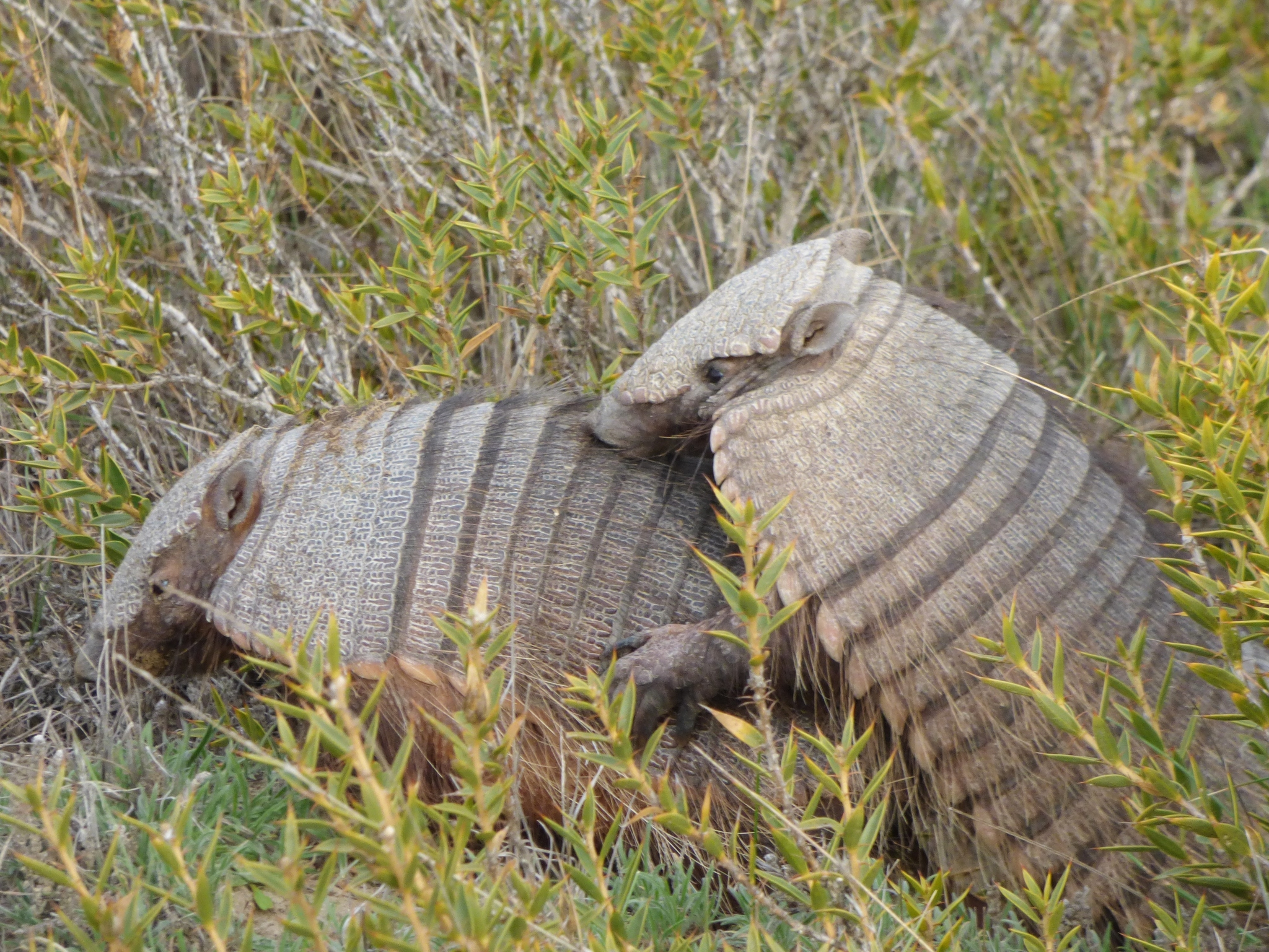
Braunborsten-Gürteltier (Chaetophractus villosus), Paarung

Die Paarung erfolgt hauptsächlich von November bis Mai. Männchen werben um weibliche Tiere, indem sie ihre Genitalien beschnüffeln. Die Tragzeit dauert etwa 60 bis 75 Tage. In der Regel werden zwei Jungtiere, meist ein männliches und ein weibliches Tier geboren. Die Geburt selbst verläuft recht schnell innerhalb von rund 10 Minuten und erfolgt in einem Versteck. Die Jungtiere haben einen sehr weichen, lederartigen Panzer, der im Laufe des Wachstums verhärtet. Außerdem sind der Mund bis auf den vordersten Bereich und die Augen vollständig geschlossen. Das Gewicht eines Neugeborenen liegt bei etwa 117 bis 155 g. Aufgrund des bereits bestehenden Rückenpanzers kann das Muttertier den Nachwuchs nicht mit einem Biss in den Nacken tragen. Bei einem etwaigen Transport erfasst es das Junge daher mit dem Maul am Vorderbein. Erste eigene Gehversuche startet das Jungtier nach rund zwei Wochen. Die Augen öffnen sich nach 16 bis 30 Tagen, zu dieser Zeit verlässt das Jungtier auch erstmals das Versteck, ab dem 35. Tag beginnt es auch feste Nahrung zu sich zu nehmen. Insgesamt wird ein Junges rund zwei Monate gesäugt. Während dieser Zeit nimmt es bis auf 1,5 kg zu, der tägliche Gewichtszuwachs liegt bei 26 bis 36 g. Nach dem Ende der Saugphase ist das Muttertier wieder bereit für eine neue Befruchtung, der Abstand zwischen einzelnen Geburten liegt bei 72 bis 74 Tagen. Junge Braunborsten-Gürteltiere sind mit neun Monaten geschlechtsreif. Die maximale Lebensdauer beträgt 20 Jahre.

### Beutegreifer und Feindverhalten
Vor allem der Puma und der Jaguar sind Fressfeinde des Braunborsten-Gürteltiers, gelegentlich wird die Gürteltierart auch von Füchsen erlegt, die aber meist Jungtiere stellen. Dabei ist seit den 1990er Jahren ein Anstieg der Bejagung durch die Raubkatzen zu verzeichnen, was möglicherweise mit dem Rückgang der Bestände des Viscacha als eigentliche Hauptbeute zusammenhängt. In von Menschen besiedelten Gebieten fällt das Braunborsten-Gürteltier gelegentlich auch Hunden zum Opfer. Bei nahender Bedrohung erhebt sich ein Tier unter Zuhilfenahme des Schwanzes schnüffelnd auf die Hinterbeine, bevor es in Zickzacklinien davonläuft oder einen Bau aufsucht. Auch kann es sich bei Gefahr relativ schnell eingraben. Als weiteres Bedrohungsverhalten ist bekannt, dass ein Tier eine mit Hilfe der beweglichen Bänder des Panzers gekrümmte Stellung einnimmt und die Füße mit den Krallen in den Boden verankert, in dieser Position ist es durch Beutegreifer nur schwer zu bewegen.

### Parasiten
Als äußerer Parasit ist die Zecke Amblyomma bekannt, von der mehrere Arten das Braunborsten-Gürteltier befallen. Weiterhin sind auch Flöhe wie Tunga und Phthiropsylla belegt, erstere Gattung wurde an 25 % aller untersuchten Braunborsten-Gürteltiere im östlichen Argentinien festgestellt. Innere Parasiten umfassen vor allem Fadenwürmer. Hier treten häufig Vertreter der Gattungen Aspidodera, Orihelia, Trichohelix und Mazzia auf. Zudem ist die Gürteltierart als Wirt des Fadenwurms Trichinella bekannt, welcher beim Menschen durch Verzehr von rohem Fleisch Trichinose-Erkrankungen hervorrufen kann.

## Systematik
Das Braunborsten-Gürteltier gehört zur Gattung der Borstengürteltiere (Chaetophractus), die eine weitere Art beinhaltet. Die Borstengürteltiere wiederum sind Mitglieder der Gruppe der Gürteltiere (Dasypoda), innerhalb dieser werden sie in die Familie der Chlamyphoridae und die Unterfamilie der Euphractinae gestellt. Die Euphractinae setzen sich neben den Borstengürteltieren zusätzlich aus dem Sechsbinden-Gürteltier (Euphractus) und dem Zwerggürteltier (Zaedyus) zusammen. Die Unterfamilie bildet die Schwestergruppe einer Klade bestehend aus den Chlamyphorinae mit den Gürtelmullen und den Tolypeutinae, denen unter anderem auch die Kugelgürteltiere (Tolypeutes) und die Nacktschwanzgürteltiere (Cabassous) angehören. Die Aufspaltung der Chlamyphoridae in die drei heute bestehenden Unterfamilien begann bereits im Oberen Eozän vor 37 Millionen Jahren. Die stärkere Diversifizierung der Euphractinae setzte im Oberen Miozän vor rund 11 Millionen Jahren ein. Es sind keine Unterarten des Braunborsten-Gürteltiers bekannt.
Der stammesgeschichtliche Ursprung des Braunborsten-Gürteltiers liegt möglicherweise in der Region der Pampa, dort sind auch die bisher ältesten Fossilfunde bekannt, die aus Chapadmalal in der Provinz Buenos Aires, Argentinien, stammen und ins mittlere Pliozän vor etwa 4 bis 3,2 Millionen Jahren datiert werden. Sie stellen gleichzeitig den ältesten Nachweis der Gattung Chaetophractus dar. Ein frühpleistozänes Alter haben Fossilreste aus der Region des Río de la Plata, aus dem Jungpleistozän stammen Knochenplättchen aus der Toropí-Formation in der argentinischen Provinz Corrientes in Argentinien, was außerhalb des heutigen Verbreitungsgebietes liegt. Da das Braunborsten-Gürteltier an eher trockene Klimate angepasst ist, könnte dies für derartige Verhältnisse während der letzten Kaltzeit in Mesopotamia sprechen. Möglicherweise erreichte die Gürteltierart das heutige Patagonien erst nach dem Temperaturminimum der letzten Kaltzeit vor 16.000 Jahren, worauf die sehr hohe genetische Variabilität der Populationen in dieser Region hinweist.
Die Erstbeschreibung erfolgte durch Anselme Gaëtan Desmarest im Jahr 1804 unter dem wissenschaftlichen Namen loricatus villosus, als Grundlage diente der Bericht Le Tatou Velu von Félix de Azara über das Braunborsten-Gürteltier, welchen er 1801 im Buch Essais sur l’Histoire Naturelle des Quadrupèdes de la Province du Paraguay veröffentlicht hatte. Das lokale Guaraní-Volk bezeichnet das Braunborsten-Gürteltier als tatu poju´i, wobei poju sich auf die nadelartigen Klauen am Vorderfuß bezieht und i „klein“ bedeutet.

## Bedrohung und Schutz

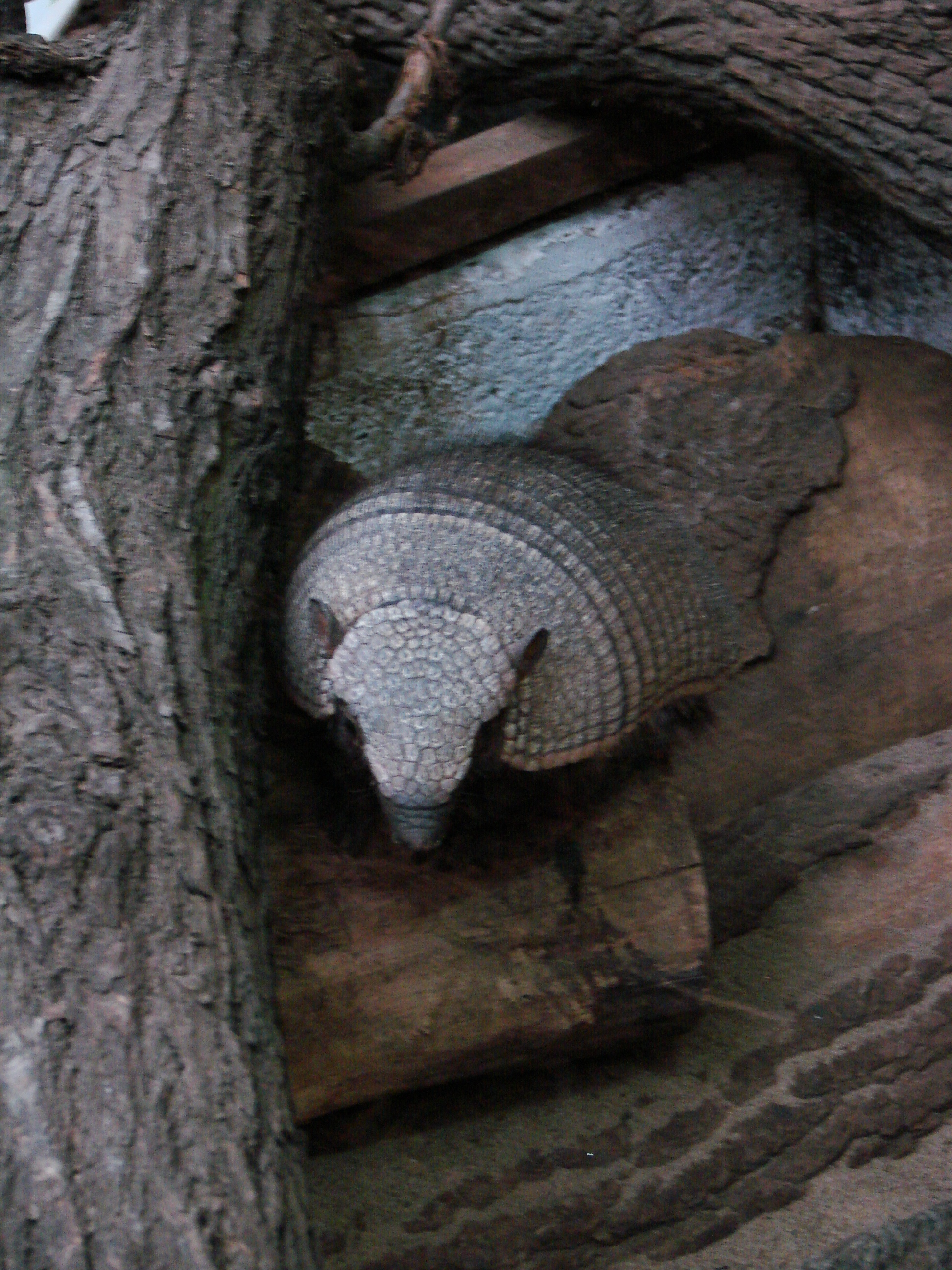
Braunborsten-Gürteltier im Zoo von Wrocław

Generell sind keine größeren Bedrohungen bekannt. Von einigen indigenen Volksgruppen wird das Braunborsten-Gürteltier gelegentlich als Nahrungsressource genutzt, vor allem im Winter, wenn das Tier über größere Fettreserven verfügt, die verspeiste Menge erreicht aber Untersuchungen zufolge weniger als 1 % der gesamten verzehrten Biomasse pro Jahr. Der Panzer dient auch als Resonanzkörper für Musikinstrumente wie das Charango. In verschiedenen Gegenden, so in Patagonien, gilt das Tier aber als unsauber und als Schädling und Überträger verschiedener Erkrankungen, vor allem in landwirtschaftlich genutzten Gebieten. Außerdem wird der Gürteltierart nachgesagt, Verletzungen bei Pferden und Rindern hervorzurufen, die gelegentlich durch ihr Gewicht die Baue in den weichen Böden zum Einsturz bringen. Häufig getötet werden Tiere in dichter besiedelten Gebieten bei Autounfällen, hier unterliegen sie auch der Bejagung durch frei lebende Hunde. Aufgrund der weiten Verbreitung und einer angenommenen Bestandsvermehrung gilt das Braunborsten-Gürteltier laut IUCN als „nicht gefährdet“ (least concern). Es ist in mehreren geschützten Gebieten heimisch. Weiterhin ist das Tier eine der am häufigsten in zoologischen Einrichtungen gehaltenen Gürteltierarten.